# Rio Imbituva
Rio Imbituva är ett vattendrag i Brasilien.   Det ligger i delstaten Paraná, i den södra delen av landet, 1 100 km söder om huvudstaden Brasília.
Omgivningarna runt Rio Imbituva är en mosaik av jordbruksmark och naturlig växtlighet. Runt Rio Imbituva är det mycket glesbefolkat, med 5 invånare per kvadratkilometer.